# Kriegerdenkmal im Zoo Park

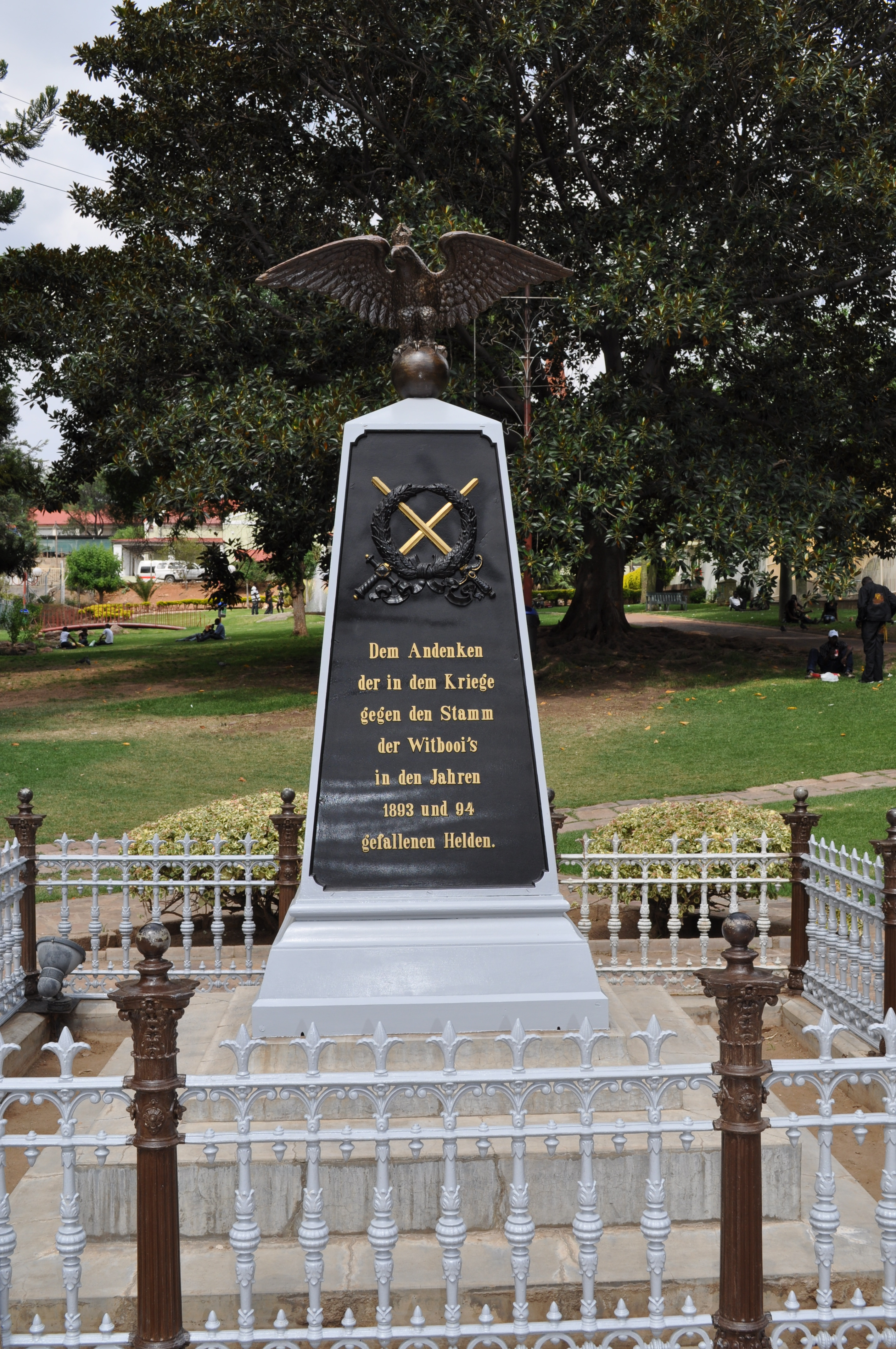
Kriegerdenkmal im Zoo Park

Das Kriegerdenkmal im Zoo Park (englisch War Memorial at Zoo Park) ist ein offizielles Kriegerdenkmal der Republik Namibia. Es liegt im Zoo Park in Windhoek-Central im Zentrum der namibischen Hauptstadt Windhoek. Es wurde am 2. Januar 1969 als Nationales Denkmal anerkannt.
Das Denkmal wurde am 6. April 1897 als Schutztruppen-Denkmal zum „Andenken der in dem Kriege gegen den Stamm der Witbooi's in den Jahren 1893 und 94 gefallenen Helden“, vor allem auch beim Massaker von Hornkranz, errichtet. Der etwa zwei Meter hohe Eisenobelisk mit einem aufgesetzten Reichsadler wurde in Deutschland vorgefertigt und nach Deutsch-Südwestafrika verschifft. An allen Seiten des Obelisken finden sich die Namen der gefallenen Soldaten der Schutztruppe. Das Denkmal ist von einem kleinen Zaun umgeben.